# リベルタンゴ (ゲイリー・バートンのアルバム)
『リベルタンゴ』（原題：Libertango: The Music of Ástor Piazzolla）は、アメリカ合衆国のジャズ・ヴィブラフォン奏者、ゲイリー・バートンが2000年に発表したスタジオ・アルバム。バートンにとって2作目の、アストル・ピアソラ作品集である。

## 背景
バートンは1995年12月、アルバム『ピアソラに捧ぐ』（発売は1998年）を録音しており、同作の参加メンバーのうちオラシオ・マルビチーノ、フェルナンド・スアレス・パス、マルセロ・ニシンマン、パブロ・シーグレル、エクトル・コンソールは、本作のレコーディングにも参加した。日本盤CD (VICJ-61183)は、アルバム『ジェネレーション』（2004年）の発売に合わせて、2004年5月21日にビクターエンタテインメントから発売された。

## 評価
第43回グラミー賞では最優秀ラテン・ジャズ・アルバム賞にノミネートされた。
Heather Pharesはオールミュージックにおいて5点満点中4点を付け「バートンはピアニストのパブロ・シーグレル、ヴァイオリニストのフェルナンド・スアレス・パス、ギタリストのオラシオ・マルビチーノなど、かつてピアソラと共に活動したプレイヤーと共演し、ピアソラが作った著名なタンゴの楽曲を、様式に則りつつアップデートしてみせた」と評している。また、『CDジャーナル』のミニ・レビューでは「その音楽の深い精神性、濃密な抒情、斬新な音楽性をタンゴの本質を損なわず、ジャズの自由闊達な表現力で見事浮き彫りにしている」と評されている。

## 収録曲
全曲ともアストル・ピアソラ作曲。
1. リベルタンゴ - "Libertango" - 4:38
2. ブエノスアイレスの冬 - "Invierno Porteno" - 7:04
3. エスクアロ（鮫） - "Escualo" - 3:08
4. ブエノスアイレス午前零時 - "Buenos Aires Hora Cero" - 5:42
5. フーガと神秘 - "Fuga Y Misterio" - 4:17
6. 天使のミロンガ - "Milonga Del Angel" - 6:36
7. ミケランジェロ'70 - "Michelangelo 70" - 4:07
8. コントラバヒシモ - "Contrabajissimo" - 11:07
9. フガータ - "Fugata" - 4:16
10. ムムキ - "Mumuki" - 9:07
11. ミロンガ・ロカ - "Milonga Loca" - 3:12
12. アディオス・ノニーノ - "Adios Nonino" - 8:37

## 参加ミュージシャン
- ゲイリー・バートン - ヴィブラフォン
- オラシオ・マルビチーノ - ギター
- フェルナンド・スアレス・パス - ヴァイオリン
- マルセロ・ニシンマン - バンドネオン
- パブロ・シーグレル - ピアノ(on #1, #2, #3, #4, #8, #10, #11, #12)
- ニコラ・レデスマ - ピアノ(on #5, #6, #7, #9)
- エクトル・コンソール - ベース